# برج إسكان
برج إسكان هو ناطحة سحاب متعددة الاستخدامات اقتُرح بناؤها على طول شارع الشيخ زايد، في دبي، الإمارات العربية المتحدة . يبلغ ارتفاع البرج 60 طابقاً، منها 40 طابقاً سكنياً و 20 طابقا للأغراض التجارية. كان من المتوقع في البداية أن ينتهي البناء بحلول عام 2011، ولكنه ألغي في أعقاب الأزمة المالية في عام 2007.

## أنظر أيضاً
- شارع الشيخ زايد
- قائمة المباني الشاهقة في دبي